# Halina Szymańska (polityk)
Halina Barbara Szymańska (ur. 9 listopada 1959 w Żarach) – polska urzędniczka państwowa i samorządowa. W latach 2016–2017 zastępczyni prezesa Agencji Restrukturyzacji i Modernizacji Rolnictwa, a w latach 2020–2024 prezes tej instytucji, w latach 2017–2020 szef Kancelarii Prezydenta RP.

## Życiorys
Absolwentka Wydziału Medycyny Weterynaryjnej Akademii Rolniczej we Wrocławiu. Specjalizowała się w zakresie higieny i epidemiologii. Ukończyła także studia podyplomowe z prawa administracyjnego i samorządowego oraz studia doktoranckie z nauk ekonomicznych na Uniwersytecie Szczecińskim.
Pracowała jako kierownik w laboratorium Lecznicy Specjalistycznej w Łobzie, była też dyrektorem Terenowej Stacji Sanitarno-Epidemiologicznej w tym mieście. W latach 2006–2008 była dyrektorem Zachodniopomorskiego Oddziału Regionalnego Agencji Restrukturyzacji i Modernizacji Rolnictwa w Szczecinie. Następnie podjęła pracę jako audytor w Urzędzie Miejskim w Stargardzie. W ramach prowadzonej działalności gospodarczej obsługiwała w zakresie audytu samorządy gminne i powiatowe.
W 1998 została burmistrzem miasta i gminy Łobez. Ubiegając się o reelekcję w 2002, przegrała wybory w drugiej turze. Została natomiast radną powiatu łobeskiego, obejmując następnie funkcję starosty. Z listy Prawa i Sprawiedliwości w 2005 bez powodzenia kandydowała do Sejmu (jako bezpartyjna), a w 2006 z powodzeniem do Sejmiku Województwa Zachodniopomorskiego III kadencji. W 2007 ponownie bezskutecznie startowała do Sejmu z listy PiS (już jako członkini tej partii). W 2010 po raz kolejny została radną powiatu łobeskiego, a w 2014 radną sejmiku V kadencji. W 2014 była także kandydatką do Europarlamentu, a w 2015 ponownie do Sejmu (zdobyła 5240 głosów i zajęła pierwsze niemandatowe miejsce). W latach 2016–2017 zajmowała stanowisko zastępczyni prezesa Agencji Restrukturyzacji i Modernizacji Rolnictwa w Warszawie.
12 czerwca 2017 prezydent RP Andrzej Duda powołał ją na zwolnione przez Małgorzatę Sadurską stanowisko szefa Kancelarii Prezydenta RP z dniem 13 czerwca. Pozostała jednocześnie radną województwa, a w 2018 z powodzeniem ubiegała się o reelekcję na okres VI kadencji. W 2019 uzyskała możliwość objęcia mandatu posłanki w miejsce Joachima Brudzińskiego, jednak nie skorzystała z tej możliwości.
Z dniem 7 października 2020 została odwołana z funkcji szefa KPRP. W tym samym miesiącu powołana na prezesa Agencji Restrukturyzacji i Modernizacji Rolnictwa. W 2023 wystartowała z ramienia PiS do Senatu. W styczniu 2024 została odwołana ze stanowiska prezesa ARiMR. Wchodziła również w skład rady nadzorczej przedsiębiorstwa Anwil. W 2024 ponownie wybrana do rady powiatu łobeskiego.

## Odznaczenia i wyróżnienia
W 2019 odznaczona Krzyżem Wielkim Komandorskim Orderu „Za zasługi dla Litwy”. W 2016 została uhonorowana tytułem „Zasłużony dla Powiatu Łobeskiego”.

## Życie prywatne
Jest mężatką, ma trzy córki.